# Marie-Pierre Vedrenne
Marie-Pierre Vedrenne é uma advogada e política francesa eleita membro do Parlamento Europeu em 2019. Desde então, ela foi vice-presidente da Comissão do Comércio Internacional e membro da Comissão das Petições.
Para além das suas atribuições nas comissões, Vedrenne faz parte do Intergrupo do Parlamento Europeu para os Mares, Rios, Ilhas e Zonas Costeiras e do Grupo dos Deputados Contra o Cancro.